# Comuna Zaruddea, Orativ
Zaruddea (în ucraineană Заруддя) este o comună în raionul Orativ, regiunea Vinnița, Ucraina, formată din satele Honoratka și Zaruddea (reședința).

## Demografie
Componența lingvistică a satului Zaruddea
     Ucraineană (99,42%)
     Alte limbi (0,48%)
Conform recensământului din 2001, majoritatea populației satului Zaruddea era vorbitoare de ucraineană (99,42%), existând în minoritate și vorbitori de alte limbi.